# بول جونز (ملاكم)
بول جونز (بالإنجليزية: Paul Jones)‏ مواليد 19 نوفمبر 1966 في شفيلد، هو ملاكم إنجليزي يصنف ضمن فئة الوزن المتوسط بدأ مسيرته الاحترافية سنة 1986. حقق بطولة منظمة الملاكمة العالمية.

## إحصائيات
خاض خلال مسيرته 44 نزالا، فاز في 31 وتعادل في 1 وخسر في 12. فاز بالضربة القاضية في 11 نزالا.

## روابط خارجية
- بول جونز على موقع بوكس ريك (الإنجليزية) (registration required)